# Shuanglin (köpinghuvudort i Kina, Jiangxi Sheng, lat 27,94, long 114,76)
Shuanglin är en köpinghuvudort i Kina. Den ligger i provinsen Jiangxi, i den sydöstra delen av landet, omkring 140 kilometer sydväst om provinshuvudstaden Nanchang. Antalet invånare är 22 434. Befolkningen består av 10 442 kvinnor och 11 992 män. Barn under 15 år utgör 21,0 %, vuxna 15-64 år 68 %, och äldre över 65 år 9,0 %.
Runt Shuanglin är det tätbefolkat, med 442 invånare per kvadratkilometer. Närmaste större samhälle är Xinyu, 14,3 km sydost om Shuanglin. Trakten runt Shuanglin består till största delen av jordbruksmark.
Genomsnittlig årsnederbörd är 2 315 millimeter. Den regnigaste månaden är maj, med i genomsnitt 349 mm nederbörd, och den torraste är oktober, med 28 mm nederbörd.